# Lucky One
"Lucky One" é uma canção do grupo masculino sino-coreano Exo contida em seu terceiro álbum de estúdio Ex'Act. Foi lançada em 9 de junho de 2016 em duas versões linguísticas, coreana e mandarim, como o primeiro single do álbum.

## Lançamento e promoção
Produzida por LDN Noise, "Lucky One" é descrita como uma canção upbeat com um ritmo de dança forte, em particular o funk, inspirada por disco, pop, e R&B. A canção foi a faixa-título do EX'ACT juntamente de "Monster", sendo lançada junto do álbum em 9 de junho de 2016. EXO começou a promover a canção em programas musicais no mesmo dia.

## Vídeos musicais
Os vídeos musicais nas versões coreana e mandarim de "Lucky One" foram lançados em 9 de junho de 2016. Apesar de serem lançados em versões diferentes, ambos retratam os membros perdendo seus superpoderes e sendo capturados por um outro planeta. Enquanto os enfermeiros tentam realizar experimentos neles, seus respectivos superpoderes despertam-se e eles tentam escapar.

## Recepção
"Lucky One" alcançou o 3º lugar na Parada de Canções Mundiais da Billboard e no China V Chart, também tendo alcançado a quinta posição na Parada Digital do Gaon.

## Desempenho nas paradas
| Parada (2016)                         | Melhor posição |
| ------------------------------------- | -------------- |
| Canções Digitais Mundiais (Billboard) | 3              |
| Singles chineses (China V Chart)      | 3              |
| Singles sul-coreanos (Gaon)           | 5              |

| Parada (2016)               | Melhor posição |
| --------------------------- | -------------- |
| Singles sul-coreanos (Gaon) | 17             |

## Vendas
| País | Vendas               |          |
| ---- | -------------------- | -------- |
| País | Coreia do Sul (Gaon) | 433,399+ |